# Liść Kartezjusza

Wykres liścia Kartezjusza (zielony) z asymptotą (niebieska) dla a=1

Liść Kartezjusza – płaska krzywa geometryczna trzeciego stopnia opisana równaniem:
{\displaystyle x^{3}+y^{3}=3axy,}
gdzie {\displaystyle a\neq 0} – stały parametr krzywej; gdy a>1, to otrzyma się liść a-krotnie większy niż liść Kartezjusza wykreślony dla a = 1.
Krzywą tę można również opisać równaniami parametrycznymi:
{\displaystyle x={\frac {3at}{1+t^{3}}},}
{\displaystyle y={\frac {3at^{2}}{1+t^{3}}},}
gdzie {\displaystyle t\neq -1,t\in R.}
Zakresom wartości parametru {\displaystyle t} odpowiadają następujące fragmenty krzywej:
- dla {\displaystyle t<-1} otrzymamy  prawe dolne „skrzydło” (wtedy {\displaystyle x>0,} {\displaystyle y<0}),
- dla {\displaystyle -1<t<0} otrzymamy lewe górne „skrzydło” (wtedy {\displaystyle x<0,} {\displaystyle y>0}),
- dla {\displaystyle t>0} otrzymamy pętlę na krzywej ({\displaystyle x>0,} {\displaystyle y>0}).

Cechy liścia Kartezjusza:
- jest symetryczny względem prostej {\displaystyle y=x,}
- ma jedną asymptotę, którą jest prosta o równaniu {\displaystyle y=-x-a,}
- zmieniając wartość parametru {\displaystyle a} na {\displaystyle -a} otrzymamy liść Kartezjusza odbity symetrycznie względem prostej {\displaystyle y=-x,}
- pole obszaru otoczonego pętlą wynosi {\displaystyle {\tfrac {3}{2}}a^{2}.}

Liść Kartezjusza został zaproponowany przez Kartezjusza do sprawdzenia metod Pierre’a de Fermata służących do szukania ekstremów funkcji.